# Uppsala jonosfärobservatorium

Uppsala jonosfärobservatorium (UJO) var 1952–1997 ett observatorium och forskningsavdelning i Uppland för studier av jonosfären. Verksamheten vidgades successivt från ett fokus på militär radiokommunikation till mer grundvetenskapligt studium av jordens magnetosfär och rymdväder.

## Historia
Observatoriet startades 1952 inom Försvarets forskningsanstalt (FOA) i syfte att bättre förstå orsaker till naturliga störningar av militära radioförbindelser. Långväga radiokommunikation "bortom horisonten" var beroende av en stabil jonosfär som reflekterar de utsända vågorna. Starkt bidragande till observatoriet tillkomst var Willy Stoffregen, anställd på FOA från början av 1950-talet. Han började då med regelbundna jonosonderingar i Uppsala och blev jonosfärobservatoriets förste ledare från observatoriets tillkomst 1952.
Verksamheten förlades till Lurbo 7 km sydsydväst om Uppsala centrum. En huvudbyggnad i rött tegel invigdes 1954 i skogen söder om Lurbovägen, 400 meter väster om Hågaån och 1 km sydväst om Vårdsätra. Antenner för studier av jonosfären placerades ut i trakten väster om Hågadalen.
Observatoriet utförde grundläggande forskning kring utbredning av radiovågor. Varje timme registrerades jonosfärens förändringar som reflektor för radiovågor. På 1950-talet utfördes också observationer av norrsken med kameror.

I samband med det internationella geofysiska året (1957-1958) uppmanade observatoriet till medborgarforskning för visuella norrskensobservationer.

På 60-talet startade mätningar med spektrometrar och kortvågsradar. Under perioden 1963-1970 utfördes forskning med tolv sondraketer uppsända från White Sands, Wallops, Andøya och Esrange.
 
Från 1980-talet bidrog observatoriet med instrumentering för satellitbaserade mätningar av vågor och täthet hos plasma i rymden, med start inför Sveriges första forskningssatellit, Viking.
Med tiden fick verksamheten allt mer prägel av grundforskning och den militära betydelsen minskade. År 1976 överfördes därför observatoriets verksamhet till Kiruna Geofysiska Institut (idag Institutet för rymdfysik) och blev en Uppsalaavdelning inom detta forskningsinstitut. Uppsala jonosfärobservatorium var avdelningens namn fram till 1987, men namnet användes inofficiellt fram till slutet av 1990-talet, då verksamheten flyttades till Ångströmlaboratoriet på Polacksbacken i Uppsala, fortsatt som en avdelning av Institutet för rymdfysik inrymt hos Uppsala universitet.

## Chefer
- Willy Stoffregen, 1952−1973 [1][6]
- Rolf Boström, platschef och professor i geokosmisk fysik, 1976− [7][8]